# ロメロ・スペシャル

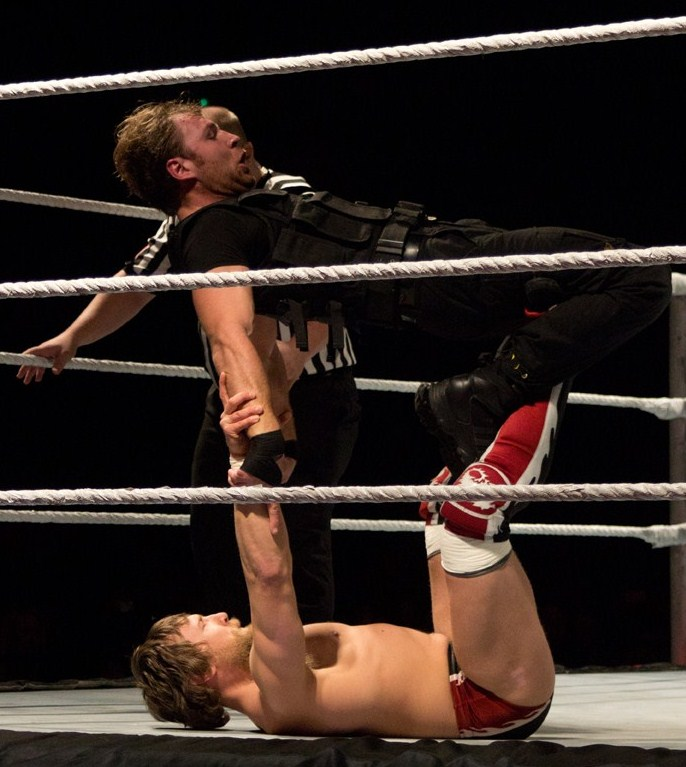
ブライアン・ダニエルソンによるロメロ・スペシャル。

ロメロ・スペシャルは、プロレス技の一種である。タパティア、メキシカン・サーフボードとも呼ばれている。日本名は吊り天井固め（つりてんじょうがため）。

## 概要
メキシコ出身のラウル・ロメロが創案したとされている（メキシコ出身のリト・ロメロの創案とする説もある）。うつ伏せになった相手の腿の外側から自身の足で巻き込むように挟み、その状態で自身の両手で相手の両手を持ち、そのまま後方へと倒れ込み、寝るようにして相手の体を吊り上げる。
インド出身のダラ・シンとサーダラの兄弟がよく使っていたことからインディアン・バックブリーカー(Indian Back Breaker)とも呼ばれている。日本名はインド式背骨折り（インドしきせぼねおり）。

## 派生技
ロメロ・チンロック
ロメロ・スペシャルの体勢からチン・ロックに移行して顎を極める。